# Clan Tanegashima
Il clan Tanegashima (種子島氏?, Tanegashima-shi) fu un clan Giapponese che dichiarava la propria discendenza dal clan Taira.

## Origini
Il clan Tanegashima rivendica l'ascendenza dal clan Taira. Secondo la genealogia di famiglia il suo fondatore Nobumoto (信基?) fu un pronipote di Taira no Kiyomori. Sopravvissuto alla guerra Genpei (1180-1185) fu adottato da Hōjō Tokimasa il quale cambiò il suo nome in Tokinobu (時信?) e gli venne assegnato il governo dell'isola di Tanegashima all'inizio del periodo Kamakura. Tuttavia queste origini vengono considerate dubbie poiché nessuna fonte contemporanea la supporta.
La vera origine del clan Tanegashima fu il clan Higo. Nel 1203 Hōjō Tomotoki, il fondatore del ramo Nagoe del clan Hōjō, fu nominato amministratore della terra governata dal clan Shimazu, che comprendeva l'isola di Tanegashima. Poiché la famiglia Nagoe risiedeva a Kamakura, il clan Higo fu inviato nella tenuta per governarla per conto della famiglia Nagoe. Alcuni membri del clan Higo si stabilirono e diffusero a Tanegashima. Il clan Higo si rese autonomo dopo che il clan Hōjō fu distrutto. Durante il periodo Nanboku-chō iniziò a rivendicare il nome del clan Tanegashima, che implicava la proprietà dell'isola.

## Semi-autonomia
Durante il periodo Nanboku-chō il clan Tanegashima iniziò ad avvicinarsi al clan Shimazu, che aveva ottenuto la posizione di shugo delle province di Satsuma, Ōsumi e Hyūga. Gli Shimazu in quel periodo soffrifono a lungo numerose lotte interne e i Tanegashima godettero di un alto grado di autonomia fino a quando gli Shimazu stessi unificarono il Kyūshū meridionale alla fine del XVI° secolo.
Gli Shimazu cedettero il controllo di varie isole meridionali ai Tanegashima. Nel 1409 Higo (Tanegashima) Kiyotoki ricevette le isole di Yaku e Kuchierabu da Shimazu Motohisa, il capo del ramo Ōshū del clan Shimazu, che rivaleggiava con la famiglia del ramo Sōshū. Tuttavia nel 1424 i Tanegashima furono costretti a restituire Kuchierabu alla famiglia Ōshū anche se la riconquistarono tre anni dopo. Nel 1420 la famiglia Ōshū cedette le tre isole superiori (Kuroshima, Iōjima e Takeshima) al clan Tanegashima. Intorno al 1430 furono tutte riconquistate dagli Shimazu. Nel 1436, Shimazu Mochihisa, il capo del ramo Sasshū, un altro ramo della famiglia, diede al figlio di Kiyotoki Hatatoki due delle sette isole, identificate come isole Gaja e Taira.
Il clan Tanegashima stabilì un fermo controllo su Yakushima, nota per la silvicoltura. Nel 1524 Tanegashima Tadatoki costruì due fortezze a Yakushima. Nel 1543, il figlio di Tadatoki, Shigetoki, fu attaccato da Nejime Shigetake, un sovrano della provincia di Ōsumi, e fuggì a Tanegashima. Shigetoki consegnò Yakushima a Nejime, ma venne ripristinato con la forza nelle vicinanze. Tanegashima continuò a combattere contro Nejime fino al 1572.

## Commercio
Tanegashima Tokiuji, il padre di Tadatoki, stabilì un canale di comunicazione col Kinai (Giappone centrale). Nel 1460 la popolazione di Tanegashima, Yakushima e Kuchierabu si convertì in massa alla setta Hokke del buddhismo Nichiren. Questo stabilì un saldo legame con il tempio Honnō-ji di Kyoto e Honkō-ji della provincia di Settsu, le roccaforti della setta. Fonti storiche riportano che i doni dedicati a Honnō-ji da Tanegashima Tokiuji includevano prodotti cinesi e dell'Asia meridionale come tessuti di seta e pepe. Oltre ai monaci buddisti, anche artigiani furono trasferiti dal Kinai a Tanegashima. I capi del clan Tanegashima visitarono personalmente il Kinai e svilupparono una rete di contatti locali. Utilizzando questa rete Tanegashima Shigetoki servì da intermediario tra la corte imperiale e il ramo Sōshū del clan Shimazu, che in seguito riunificò il clan Shimazu. 
L'isola di Tanegashima funse da stazione di collegamento di una delle principali rotte commerciali cinesi che collegavano Sakai a Ningbo. Il clan Tanegashima collaborò con il clan Hosokawa, una delle due potenze che controllava il commercio cinese. Tanegashima intrattenne anche scambi commerciali con il regno delle Ryūkyū, come attestato da alcune lettere date a Tanegashima dal regno Ryūkyū nel XVI° secolo. È noto che le navi commerciali giapponesi verso la Cina esportavano prodotti del sud-est asiatico come pepe e legno di zaffiro. Probabilmente furono ottenuti dal clan Tanegashima tramite Ryūkyū. Gli storici mettono in evidenza una lettera data alle Ryūkyū dal clan Ōuchi nel 1542, la quale chiedeva alle Ryūkyū di trattenere le navi Tanegashima. Il clan Ōuchi, che rivaleggiava con il clan Hosokawa nel commercio cinese, sembra che intendesse escludere gli Hosokawa dal commercio.

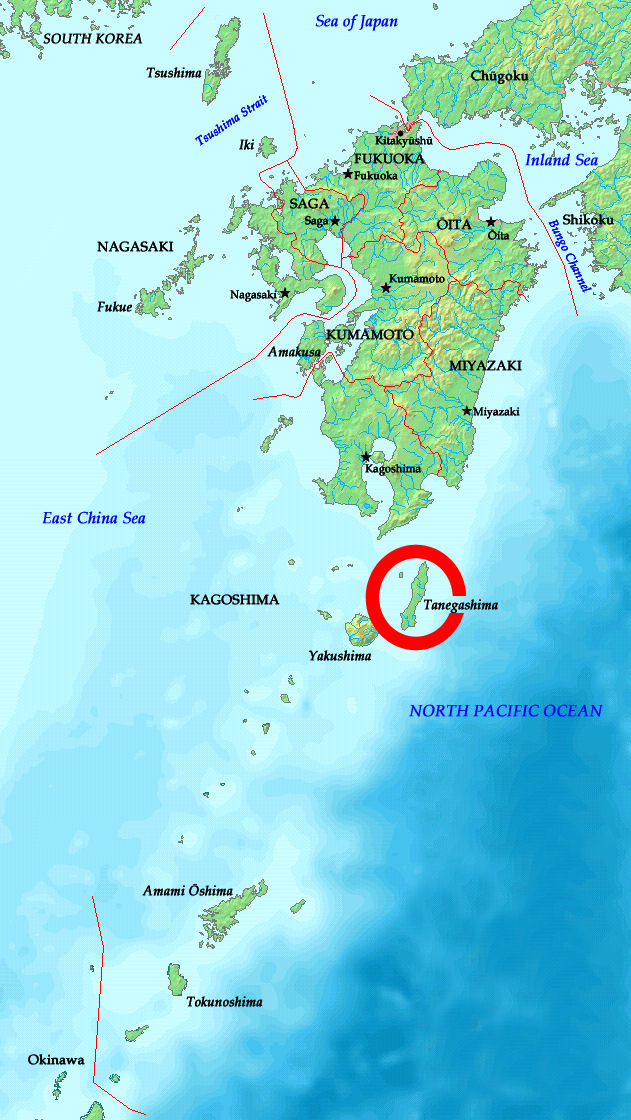
L'isola di Tanegashima

Tanegashima è tradizionalmente conosciuta come punto d'ingresso delle armi da fuoco europee in Giappone, sebbene questo racconto sia spesso messo in discussione dagli storici. Si dice che le armi da fuoco furono introdotte nel 1543 dai portoghesi che andarono alla deriva a Tanegashima. Il clan Tanegashima, guidato dal suo daimyō Tanegashima Tokitaka di 15 anni, acquisì rapidamente i metodi per produrre armi da fuoco e polvere da sparo. A causa del ruolo dei Tanegashima nella diffusione delle armi da fuoco, queste vennero colloquialmente conosciute come "Tanegashima" in Giappone.

## Vassallaggio agli Shimazu
Sebbene i Tanegashima avessero goduto a lungo di una certa semi-autonomia, il clan Shimazu, dopo la riunificazione, rafforzò gradualmente il controllo sul clan. Nel 1582 il commercio di Tanegashima con le Ryūkyū fu posto sotto il controllo degli Shimazu, i quali proibirono ai Tanegashima di vendere legname ad altri clan del Kyūshū eccetto loro stessi.
Dopo aver soggiogato gli Shimazu, Toyotomi Hideyoshi finalizzò il vassallaggio dei Tanegashima agli Shimazu. Nel 1595 il clan Tanegashima fu trasferito dalla sua posizione storica a Chiran, nella provincia di Satsuma. Sebbene Tanegashima sarebbe stata restituita al clan Tanegashima nel 1599, le isole di Yaku e Kuchierabu rimasero sotto il diretto dominio degli Shimazu. Nel 1598 Tanegashima Hisatoki fu nominato karō o ufficiale di alto rango. Questo rango familiare fu mantenuto per tutto il periodo Edo. Quando Hisatoki morì nel 1612 lasciando il suo successore nel grembo materno, gli Shimazu intervennero nel governo di Tanegashima. 
Il 24° capo Hisamichi morì nel 1829 senza discendenza maschile. La sua vedova Shōjuin, figlia di Shimazu Narinobu e sorella di Shimazu Narioki, amministrò Tanegashima per 15 anni. Nel 1842 Tanegashima adottò finalmente Hisamichi dal clan Shimazu.
Il 27° capo Moritoki fu nominato barone nel 1900. Dal 2012 Tanegashima Tokikuni è il 29° capo del clan.

## Membri noti del clan
- Tanegashima Tadatoki (種子島忠時?)
- Tanegashima Satotoki (種子島恵時?; 1503-1567)
- Tanegashima Tokitaka (種子島時堯?; 1528-1579)
- Tanegashima Hisatoki (種子島久時?; 1568-1611)
- Tanegashima Rokurō   (種子島六郎?)
- Tanegashima Hikonojō (種子島彦之丞?; 1857?-1877)